# Burchard (Nebraska)
Burchard es una villa ubicada en el condado de Pawnee en el estado estadounidense de Nebraska. En el Censo de 2010 tenía una población de 82 habitantes y una densidad poblacional de 197,88 personas por km².

## Geografía
Burchard se encuentra ubicada en las coordenadas 40°8′58″N 96°20′56″O / 40.14944, -96.34889. Según la Oficina del Censo de los Estados Unidos, Burchard tiene una superficie total de 0.41 km², de la cual 0.41 km² corresponden a tierra firme y (0%) 0 km² es agua.

## Demografía
Según el censo de 2010, había 82 personas residiendo en Burchard. La densidad de población era de 197,88 hab./km². De los 82 habitantes, Burchard estaba compuesto por el 100% blancos, el 0% eran afroamericanos, el 0% eran amerindios, el 0% eran asiáticos, el 0% eran isleños del Pacífico, el 0% eran de otras razas y el 0% pertenecían a dos o más razas. Del total de la población el 0% eran hispanos o latinos de cualquier raza.